# Arenostola sounkeana
Arenostola sounkeana är en fjärilsart som beskrevs av Matsumura 1927. Arenostola sounkeana ingår i släktet Arenostola och familjen nattflyn. Inga underarter finns listade i Catalogue of Life.